# Carex uda
Carex uda är en halvgräsart som beskrevs av Carl Maximowicz. Carex uda ingår i släktet starrar, och familjen halvgräs. Inga underarter finns listade i Catalogue of Life.